# لينكوميسين
لينكوميسين (بالإنجليزية: Lincomycin)‏ هو مضاد حيوي من عائلة اللينكوساميدات يأتي من شعيات المتسلسلة اللينكونية. والكلينداميسين هو مضاد حيوي مشتق من اللينكوميسين تم اشتقاقه عن طريق استخدام كلوريد الثيونيل (SOCl2)، وذلك باستبدال مجموعة الـ7-هيدروكسل بذرة كلور وعكس اللانطباقية المرآتية للذرات (ترتيب الذرات). وتم إصدار اللينكوميسين للاستخدام الطبي في سبتمبر 1964.

## الاستخدامات
بالرغم من تشابه اللينكوميسين مع مجموعة الماكرولايدز في التركيب البنائي، ونطاق الفاعلية، وطريقة العمل، إلا إنه أيضا فعّال ضد كائنات دقيقة أخرى كالشعيات، والمفطورة (mycoplasma) وبعض الأنواع من المتصورة (plasmodium).
ومع ذلك، بسبب أعراضه الجانبية وسُميته الكبيرة، أصبح اليوم يستخدم بندرة شديدة ويُحتفظ به للحالات التي تعاني من حساسية البنيسيللين أو في حالات البكتيريا المقاومة للمضادات الحيوية الأخرى.

## التأثير السريري للدواء
عند إعطاء جرعة واحدة 600 ملغم من اللينكوميسين عبر الحقن العضلي، يرتفع مستواه في الدم لمعدل يصل أقصاه 11.6 مايكروغرام/مل وذلك بعد ساعة من إعطائه، ويبقى فعال ضد البكتيريا موجبة الجرام لمدة تصل من 17 إلى 20 ساعة. وتكون نسبة التخلص من هذه الجرعة عبر البول ما بين (1.8-24.8)% (بمعدل 17.3%).
وعند إعطاء جرعة واحدة 600 ملغم من اللينكوميسين عبر التنقيط الوريدي لمدة ساعتين، يرتفع مستواه في الدم لمعدل يصل أقصاه 15.9 مايكروغرام/مل، ويبقى فعال ضد البكتيريا موجبة الجرام لمدة يصل مقدارها إلى 14 ساعة. وتكون نسبة التخلص من هذه الجرعة عبر البول ما بين 4.9% إلى 30.3% (بمعدل 13.8%).
وعند إعطاء اللينكوميسين وريديا أو عضليا، تصل الجرعة لنصف تركيزها الابتدائي بالدم بعد مدة تعادل 5.4 ±1.0 (هذا ما يعرف بـ نصف العمر البيولوجي للدواء)، وتكون هذه المدة أطول عند الأشخاص الذين يعانون من أمراض بالجهاز البولي (أي في الكليتين) مقارنة بالأشخاص الطبيعيين الذين ليست لديهم مشاكل، وقد تكون هذه الزيادة بمقدار الضعف عند الذين يعانون من أمراض في الكبد. والديلزة البريتونية والديال الدموي ليسا فعالين في إزالة اللينكوميسين من الدم.
وتُشير الدراسات على مستوى الأنسجة إلى أن الصفراء طريق مهم للتخلص من اللينكوميسين، ووُجدت مستويات كبيرة منه في معظم أنسجة الجسم. وعلى الرغم من قدرة اللينكوميسين على الانتشار في السائل النخاعي الدماغي، إلا أن مستواه في هذا السائل غير كافٍ لمعالجة مرض التهاب السحايا.

## الأصل الحيوي (طريقة التكوين الحيوي)
لينكوميسين هو مضاد حيوي ينتمي للمضادات التابعة لمجموعة اللينكوساميد التي تمتاز بوجود وحدة سكرية تسمى الأمينواكوتوز منقوصة الأكسجين عند الذرتين 6 و8. ففي اللينكوميسين أ، يرتبط ذلك الجزء السكري (المشار اليه بالميثيل ثيولينكوساميد) بحمض أميني يدعى حمض البروبيل هايجري بواسطة رابطة أميدية. ويحدث التصنيع الحيوي لللينكوميسين من خلال طريقة تفاعل ثنائية الطور، حيث يتم تصنيع المركبين البروبلبيرولين والميثيل ثيولينكوساميد كل منهما بشكل منفصل عن الآخر ثمّ يتم دمجهما لتكوين مركب يعرف بـ ن-دي ميثيل لينكوميسين (N-demethyllincomycin)، والذي يضاف إليه مجموعة الميثيل من مركب اس-أدينوسل مثيونين (S-adenosyl methionine) لينتج أخيرا اللينكوميسين.
عند تكوين جزء الحمض الأميني من اللينكوميسن (حمض البروبيل هايجري propylhygri acid)، الذي يتم تكوينه من خلال مركبين الأولهو مركب التيروسين الذي يساهم في 7 كربونات من أصل 9 والآخر هو اس-أدينوسيل مثيونين الذي يساهم بذرتين من الكربون. ومن خلال عمليتي تحلل الجلوكوز والسكر السداسي أحادي الفوسفات، يتم تحويل الجلوكوز إلى مركبين هما فوسفوإينول حمض البيروفيك وإرثروز 4-فسفات على الترتيب، واللذّين يتم تحويلهما عن طريق حمض الشيكيميك إلى تيروسين وفينيل ألانين ثنائي الهيدروكسيل. وبالرغم من عدم معرفتنا للخطوات العديدة التي يتم فيها تحويل الفينيل ألانين ثنائي الهيدروكسيل إلى بروبيل برولين إلّا إنّ الخبراء يعتقدون أن هنالك تراكم لمركب 6,3,2,1-تيترا ديهيدرو بروبل برولين في طفرات نقص الإنزيم المختزِل، والذي يعتبر عامل مهم في تصنيع اللينكوميسين وفقا لما يشيره مخطط "Kuo and coworkers" الذي تم تعديله من قِبَل برهام وآخرون لاستيعاب الخطوات المتبقية والمؤدية لتكوين البروبل برولين.
ما زالت المراحل البيولوجية التي ينتج منها الجزء السكري ميثيل ثيولينكوساميد غير معروفة بالكامل، على الرغم من توقُع طريقتين لتكوينه. تفترض أحد هذه الطرق أن أصل ذرة الكربون رقم 8 الموجودة في الميثيل ثيولينكوساميد هي ذرة كربون رقم 5 من سكر خماسي والذي ينتج أمّا من سكر سداسي أحادي الفوسفات أو من تفاعل الاندماج الحاصل عن طريق ناقلة الكيتون ما بين الجليسيرالدهيد-3-فوسفات والسيدو هيبتيوليز-7-فوسفات، بينما تضاف ذرة الكربون رقم 3 من خلال تفاعل ناقلة الالديهايد مع السيدوهيبتيوليز-7-فوسفات، وعند الاندماج ينتج سكر ثماني الذرة سرعان ما يتعرض لعملية المصاوغة، وعملية نزع الفوسفور والاختزال للذرة رقم 8، وعملية نقل الأمين للمركب كيتواكتوز-6، وعملية إضافة مجموعة الثيول امين للذرة رقم 1، كل ذلك لتحويل الأوكتوز إلى ميثيل ثيولينكوساميد. أما الطريق الآخر المختلف كليا في تصنيع ميثيل ثيولينكوساميد يفترض أنه قد تكون من خلال تنشيط النيوكليوتيد، الذي يُتبع بسلسلة من التعديلات على الوسائط السكرية المنشطة "dNTP"، ووُجدت ثمانية جينات "lmb-LMNZPOSQ" لتكوين مجموعة سكرية فرعية قد تدخل في عملية أيض السكر.
ويتم تحفيز عملية اندماج ذرة الكربوكسيل الموجودة على البروبل برولين مع مجموعة الأمين من مركب الميثيل ثيولينكوساميد من خلال رابطة أميدية من خلال إنزيم ن-دي لينكوميسين سينثيز (N-Demethyllincomycin-synthetase)، ويُضاف بعد ذلك للمركب الناتج ن-ديميثيل لينكوساميد (N-demethyllincomycin) مجموعة الميثيل من المركب اس-ادينوسل مثيونين (S-adenosyl methionine) عن طريق الإنزيم "N-Demethyllincomycin methyl transferase" لينتج بالنهاية اللينكوميسين.

## نطاق الفعالية
نطاق عمل وفاعلية اللينكوميسين ضيق، وهو فعال بشكل أساسي ضد البكتيريا موجبة الجرام والبكتيريا عديمة الجدار الخلوي، وتشمل بعص فصائل البكتيريا الممرضة، مثل العقديات، والعنقوديات، والمفطورة. ويُستخدم اللينكوميسين لعلاج الأمراض البكتيرية الشديدة خاصة عند الأشخاص غير القادرين على أخذ البينيسيلين. ولكن اللينكوميسين ضعيف في علاج البكتيريا سالبة الغرام. والقيم التالية تمثل الحد الأدنى للتراكيز المثبطة لبعض أنواع البكتيريا:
- «مكورة رئوية»: (0.05-0.4) ميكروغرام/مل.[18]
- «مكورة عنقودية ذهبية»: (0.2-32) ميكروغرام/مل.
- «عقدية مقيحة»: (0.04-0.8) ميكروغرام/مل.[19]